# Embelia scortechinii
Embelia scortechinii är en viveväxtart som beskrevs av George King och Gamble. Embelia scortechinii ingår i släktet Embelia och familjen viveväxter. Inga underarter finns listade i Catalogue of Life.